# Jan Białowąs
Jan Białowąs (ur. 23 października 1927 w Ihrowicy w powiecie tarnopolskim, zm. 24 grudnia 2016) – polski pułkownik pilot, nauczyciel pilotażu, pisarz i dokumentalista zbrodni nacjonalistów ukraińskich w Ihrowicy.

## Życiorys
Do wybuchu II wojny światowej ukończył 5 klas szkoły powszechnej. W czasie okupacji mieszkał w rodzinnej wiosce na Podolu, pracując na roli. Był świadkiem sowieckich deportacji rodaków na Syberię w 1940 r. W wieku siedemnastu lat został żołnierzem samoobrony i brał udział w obronie Polaków przed napadami UPA. W marcu 1944 r. jako młodociany został powołany do Istrebitielnego Batalionu w Hłuboczku Wielkim. W wigilię Bożego Narodzenia 1944 r., podczas napadu banderowców na Ihrowicę zdążył uciec wraz z rodziną. Ze strychu budynku gospodarczego sąsiada Ukraińca widział przebieg zbrodniczej akcji, m.in. rabowania i podpalania jego rodzinnego gospodarstwa.
Po wypędzeniu Polaków z Podola w 1945 r. osiedlił się w Stawie k. Chełma. W 1948 r. został powołany do odbycia służby wojskowej w jednostki lotniczej. Po uzupełnieniu ogólnego wykształcenia, wstąpił do Oficerskiej Szkoły Lotniczej w Dęblinie, w której przez blisko 30 lat pracował jako pilot i nauczyciel pilotażu na wielu typach samolotów. W czasie służby uczył podchorążych latania, pełniąc kolejne stanowiska dowódcze i zdobywając I klasę pilota wojskowego. Po przejściu w wieku 50 lat w stan spoczynku zamieszkał w Końskowoli, zajmując się pisarstwem i dokumentalistyką. Swoje tragiczne wspomnienia z młodości opisał w kilku książkach oraz w wielu artykułach prasowych. Przyczynił się też do powstania w Ihrowicy oraz trzech okolicznych wsiach – Berezowicy Małej, Płotyczy i Lożowej  monumentów upamiętniających Polaków pomordowanych przez UPA. Pochowany na Cmentarzu Parafialnym w Końskowoli.

## Publikacje książkowe
- „Wspomnienia z Ihrowicy na Podolu”
- „Krwawa Podolska Wigilia w 1944 r.”,
- „Żył i umarł dla innych” ,
- „Pogrzeb po 64 latach” (Wspomnienie o zamordowanym przez UPA proboszczu Ihrowicy, ks. Stanisławie Szczepankiewiczu.

## Odznaczenia i nagrody
- Krzyż Kawalerski Orderu Odrodzenia Polski
- Złoty Medal „Opiekun Miejsc Pamięci Narodowej”
- Srebrny Medal za Zasługi dla Związku Kombatantów RP i Byłych Więźniów Politycznych.